# عشبة العقدة الجبلية
عشبة العقدة الجبلية (الاسم العلمي: Ouret lanata) هو نوع من النباتات العشبية المعمرة أو النضرة أو العصارية التي تنتمي للفصيلة القطيفية، وتنتشر زراعتها في المناطق الاستوائية في أفريقيا وآسيا، وقد أدرجتها حكومة الولايات المتحدة الأمريكية باعتبارها عشبة موجودة في أستراليا، على الرغم من عدم إدراجها في أي مرجع أسترالي أو قاعدة بيانات عالمية ضمن النباتات العشبية الموجودة في أستراليا.

## الوصف

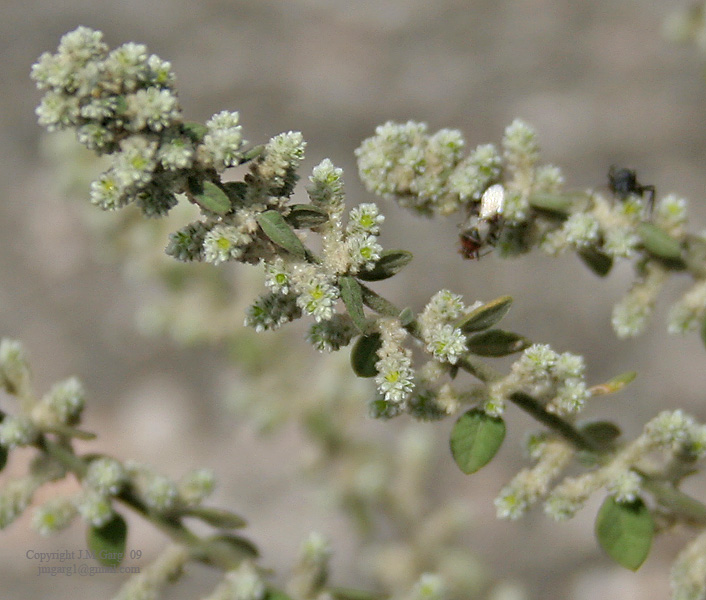
عشبة العقدة الجبلية في منطقة بوفاناجيري في ولاية أندرا براديش في الهند

تتمتع عشبة العقدة الجبلية بجذور خشبية متفرعة إلى حد ما تتميز برائحة تشبه رائحة الكافور. أما سيقان النبات فيصل طولها إلى 6 أقدام (1.8 متر)، وتكون الأوراق عادة بدون أعناق ومتبادلة وبيضاوية الشكل يتراوح طولها من 0.5 إلى 1.5 بوصة (13 إلى 38 ملم). وفي محاور الاوراق تنمو مجموعات صغيرة مكونة من زهرتين أو ثلاث زهرات ذات لون وردي أو اخضر أو أبيض باهت، ويبلغ طول الزهرة حوالي 0.1 بوصة (2.5 ملم). يُزهر النبات خلال الفترة من شهر مايو إلى شهر أكتوبر، وعادة ما تكون أزهار عشبة العقدة الجبلية ذاتية التلقيح.

## الموطن والزراعة

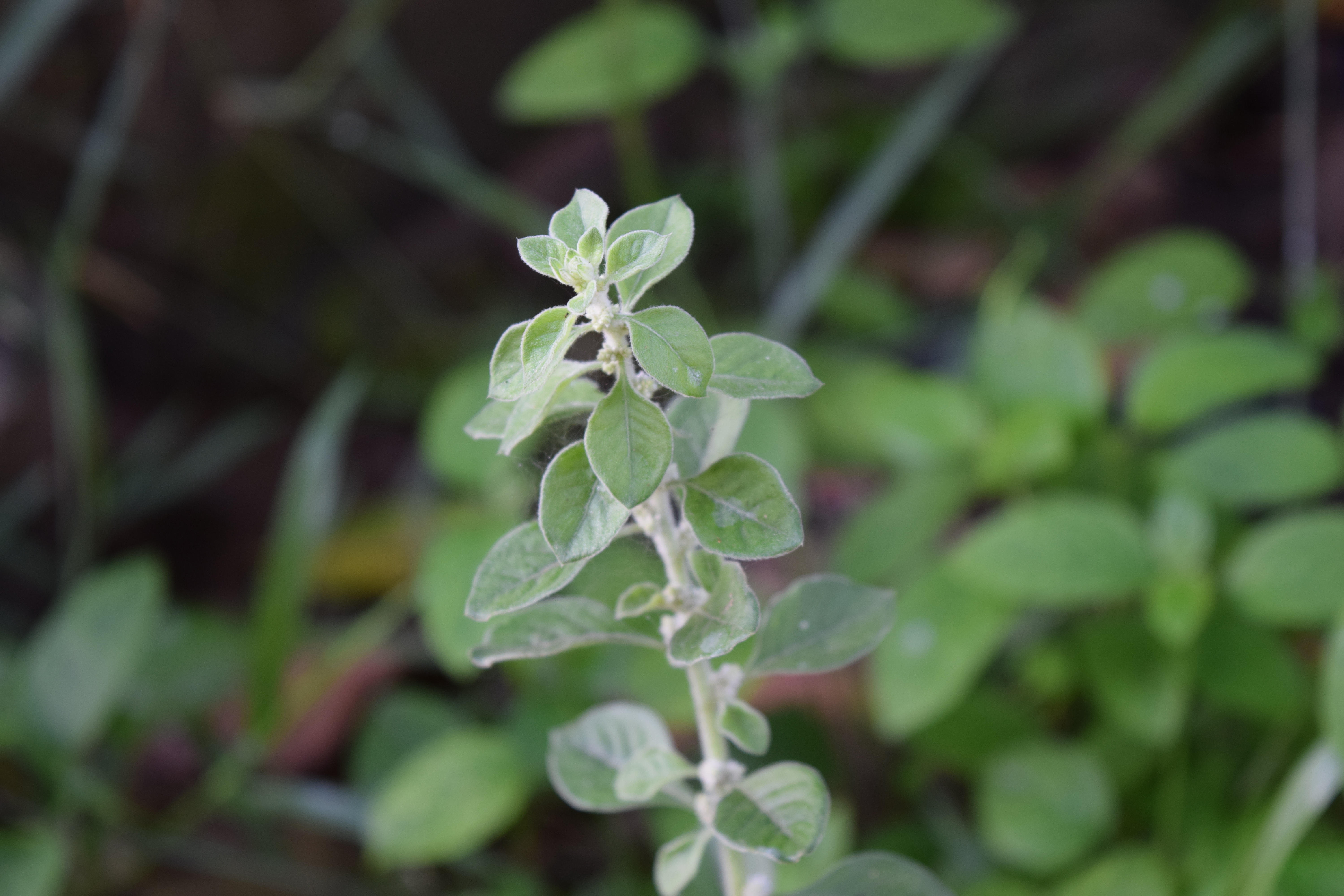
عشبة العقدة الجبلية في ولاية كيرلا بالهند

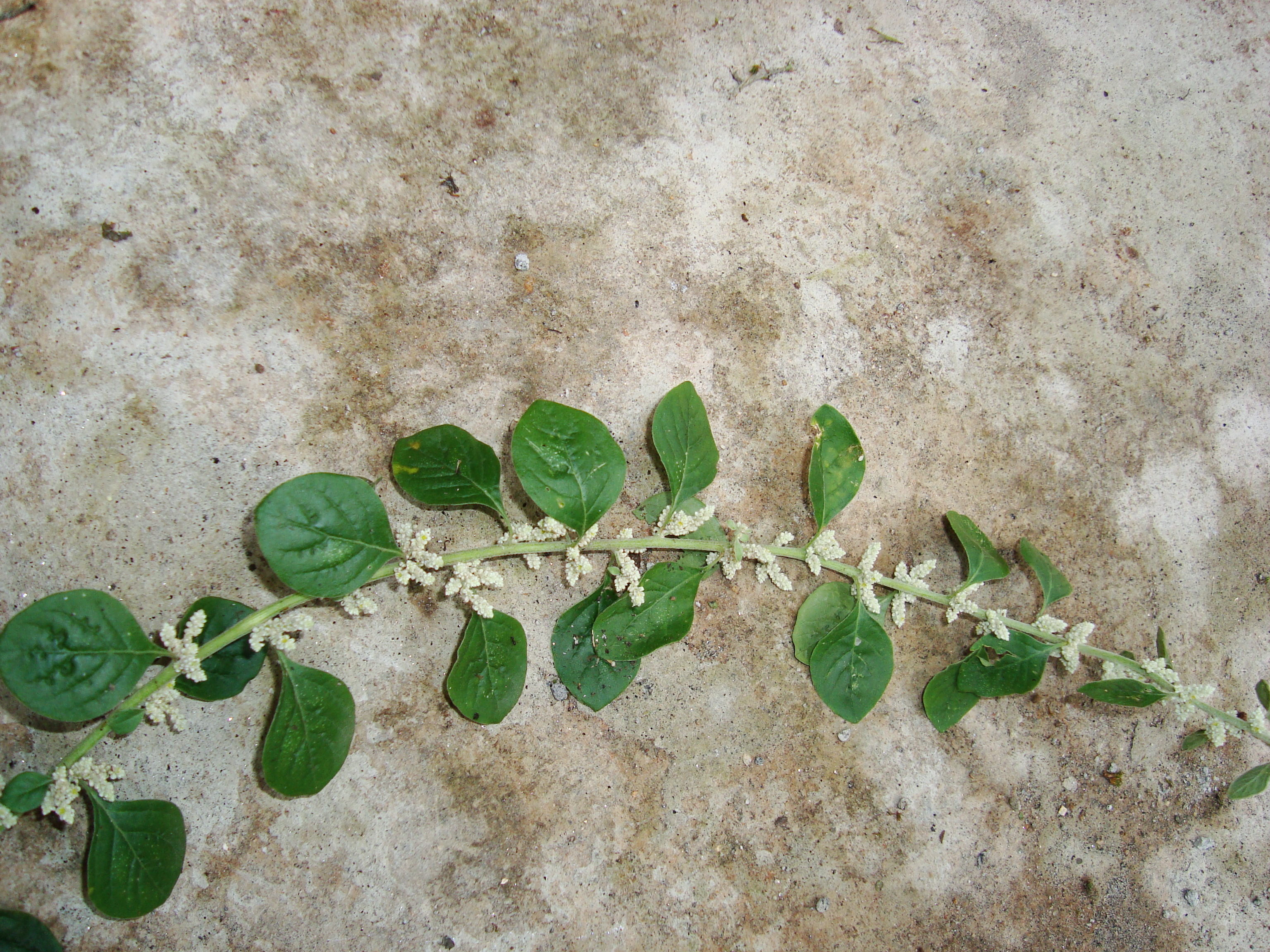
عشبة العقدة الجبلية في ولاية كيرلا بالهند

يقع الموطن الأصلي لعشبة العقدة الجبلية في أفريقيا الاستوائية ومدغشقر ومصر والمملكة العربية السعودية واليمن وشبه القارة الهندية وفيتنام وشبه جزيرة ماليزيا وسومطرة وجاوا والفلبين وغينيا الجديدة حيث ينمو النبات على ارتفاعات تصل إلى 900 متر (3000 قدم) فوق مستوى سطح البحر في الغابات المفتوحة على المنحدرات الجبلية، وعلى الأراضي البور والأراضي العارية الصالحة للزراعة، والأراضي الزراعية المهجورة والمناطق الساحلية. تنمو عشبة العقدة الجبلية كعشبة برية في جميع أنحاء سهول الهند حيث تُصنف أزهار النبات كواحدة من الزهور المقدسة العشر في ولاية كيرالا.

## الاستخدامات
تُعتبر جميع أجزاء عشبة العقدة الجبلية صالحة للأكل، ويُمكن أن تُستخدم كغذاء للإنسان والحيوان، ولاسيما الأوراق التي يُمكن أن تطهى كحساء أو تؤكل كخضروات.